# عبد الله بن أحمد بن عبد الله آل خليفة
الشيخ الدكتور عبدالله بن أحمد بن عبدالله آل خليفة (مواليد 10 أغسطس 1984) قانوني وسياسي بحريني ، وزير المواصلات والاتصالات منذ 6 نوفمبر 2024. 

## النشأة والتعليم
وُلد الشيخ عبدالله بن أحمد في 10 أغسطس 1984.
حصل على شهادة البكالوريوس في الحقوق مع مرتبة الشرف من جامعة العلوم التطبيقية الخاصة بالأردن عام 2006. ثم حصل على الدبلوم في التنمية السياسية مع مرتبة الشرف من معهد البحرين للتنمية السياسية في عام 2008. ثم حصل على درجة الماجستير في القانون من كلية الملكة ماري في لندن بالمملكة المتحدة في عام 2009. ثم حصل على درجة الدكتوراه في العلاقات الدولية والدبلوماسية من المدرسة العليا للدراسات الدولية في باريس بفرنسا في عام 2015.
كما حصل على عدة شهادات تخصصية وهي: وسيط معتمد من مركز تسوية المنازعات الفعال بالمملكة المتحدة. ممارس متقدم في البرمجة اللغوية العصبية من الاتحاد الوطني للبرمجة اللغوية العصبية بالولايات المتحدة.

## المسيرة المهنية والسياسية
عمل أخصائي قانوني في مجلس التنمية الاقتصادية من 2007 إلى 2009. عمل باحث مساعد لعميد كلية الحقوق بكلية الملكة ماري بالمملكة المتحدة من 2008 إلى 2009. عمل وسيط وعضو هيئة التدريب في مركز تسوية المنازعات الفعال بالمملكة المتحدة من 2010 إلى 2012. عمل مستشار سياسي في الأمانة العامة لمجلس الدفاع الأعلى من 2011 إلى 2013. عمل القائم بأعمال مدير عام الاتصال الخارجي في هيئة شئون الإعلام في عام 2014.
في 7 أغسطس 2015 صدر مرسوماً بتعيينه وكيلاً اوزارة الخارجية للشئون الدولية
وفي 31 يناير 2017 صدر أمر ملكي بتعيينه رئيساً لمجلس أمناء مركز البحرين للدراسات الاستراتيجية والدولية والطاقة (دراسات)
وفي 5 يوليو 2020 صدر أمر ملكي بتعيينه نائباً لأمين عام مجلس الدفاع الأعلى.
في 20 أبريل 2021 صدر مرسوماً بتعيينه وكيلاً لوزارة الخارجية للشئون السياسية.
وفي 30 أكتوبر 2023 صدر مرسوماً بتعيينه رئيساً لمجلس أمناء مركز الملك حمد العالمي للتعايش السلمي.
وفي 6 نوفمبر 2024 صدر مرسوماً بتعيينه وزيراً للمواصلات والاتصالات.

### العضويات
يحمل العضوية في المنظمات والمعاهد الدولية التالية:
- عضو معهد المحكمين القانونيين عام 2009.
- نائب رئيس جمعية الصداقة الفرنسية - البحرينية في فرنسا عام 2011.[6]
- عضو في منتدى الفكر العربي في الأردن عام 2013.
- عضو اللجنة العليا ومساعد رئيس اللجنة لشئون الاتصال الخارجي في مؤتمر حوار الحضارات والثقافات في البحرين عام 2014.

كما شارك في العديد في البرامج والدورات المتخصصة في مؤسسات بحرينية وعربية ودولية. وشارك متحدثا في العديد من الندوات والمؤتمرات والفعاليات السياسية والاقتصادية والقانونية محليا ودوليا. ونشرت له العديد من التحليلات والمقالات في دوريات محكمة مثل مجلة آراء حول الخليج كما يكتب في صحيفة الشرق الأوسط اللندنية.

## التكريم والجوائز
في عام 2018 حصل على وسام الكفاءة من الدرجة الأولى.